# Afrobalta severini
Afrobalta severini är en kackerlacksart som först beskrevs av Robert Walter Campbell Shelford 1908.  Afrobalta severini ingår i släktet Afrobalta och familjen småkackerlackor.
Artens utbredningsområde är Kamerun. Inga underarter finns listade i Catalogue of Life.